# Odontopera elaborans
Odontopera elaborans är en fjärilsart som beskrevs av Dyar 1915. Odontopera elaborans ingår i släktet Odontopera och familjen mätare. Inga underarter finns listade i Catalogue of Life.